# Peperomia spathophylla
Peperomia spathophylla är en pepparväxtart som beskrevs av Gustav Adolf Hugo Dahlstedt. Peperomia spathophylla ingår i släktet peperomior, och familjen pepparväxter. Inga underarter finns listade i Catalogue of Life.